# Laurijärvi, Lappland
Laurijärvi är en sjö i Gällivare kommun i Lappland och ingår i Kalixälvens huvudavrinningsområde. Sjön har en area på 0,0805 kvadratkilometer och ligger 344,9 meter över havet. Laurijärvi ligger i Torne och Kalix älvsystem Natura 2000-område.

## Delavrinningsområde
Laurijärvi ingår i det delavrinningsområde (748243-174564) som SMHI kallar för Mynnar i Ängesån. Medelhöjden är 385 meter över havet och ytan är 61,62 kvadratkilometer. Det finns inga avrinningsområden uppströms utan avrinningsområdet är högsta punkten. Teletöisenjoki som avvattnar avrinningsområdet har biflödesordning 4, vilket innebär att vattnet flödar genom totalt 4 vattendrag innan det når havet efter 215 kilometer. Avrinningsområdet består mestadels av skog (61 procent) och sankmarker (37 procent). Avrinningsområdet har 0,29 kvadratkilometer vattenytor vilket ger det en sjöprocent på 0,5 procent.